# Luis Ricardo Falero
Luis Ricardo Falero   (Granada, 23 de maig de 1851 - University College Hospital, 7 de desembre de 1896) va ser un pintor espanyol del segle xix. Estudià a Richmond, Anglaterra, i a França, on va desenvolupar una pintura de diverses figures femenines, principalment nues. És una pintura d'inspiració fantàstica i oriental.

## Galeria d'imatges

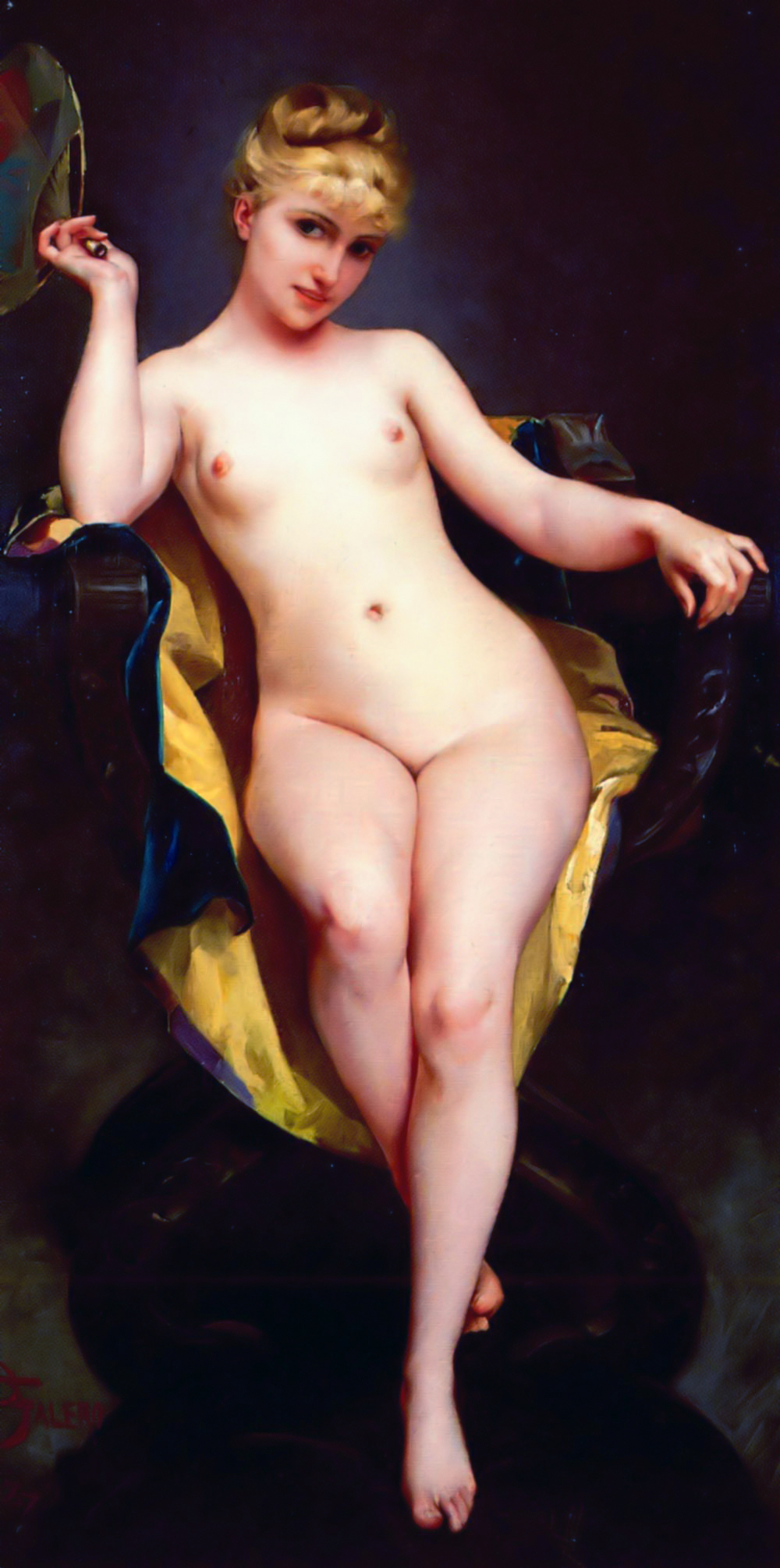
La Pose obra de Falero.
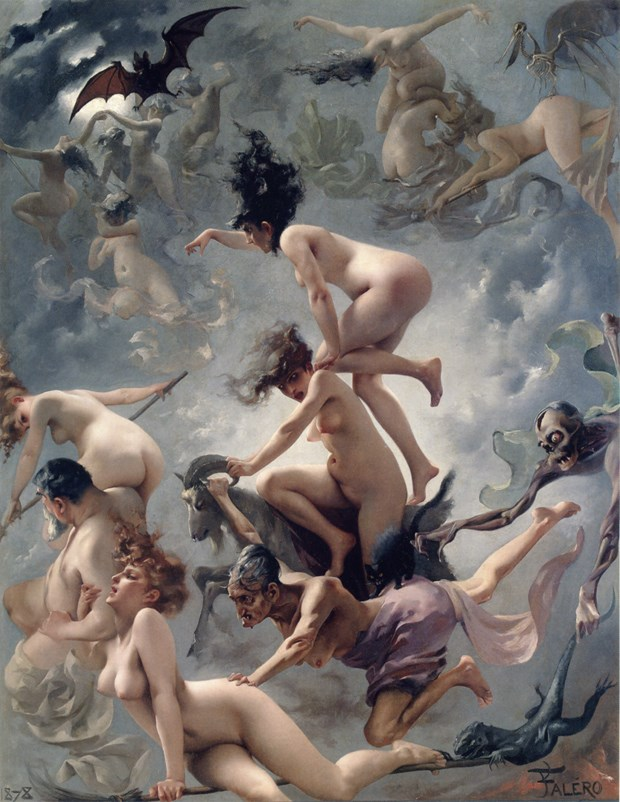
Bruixes anant al Sabbath obra de Falero.
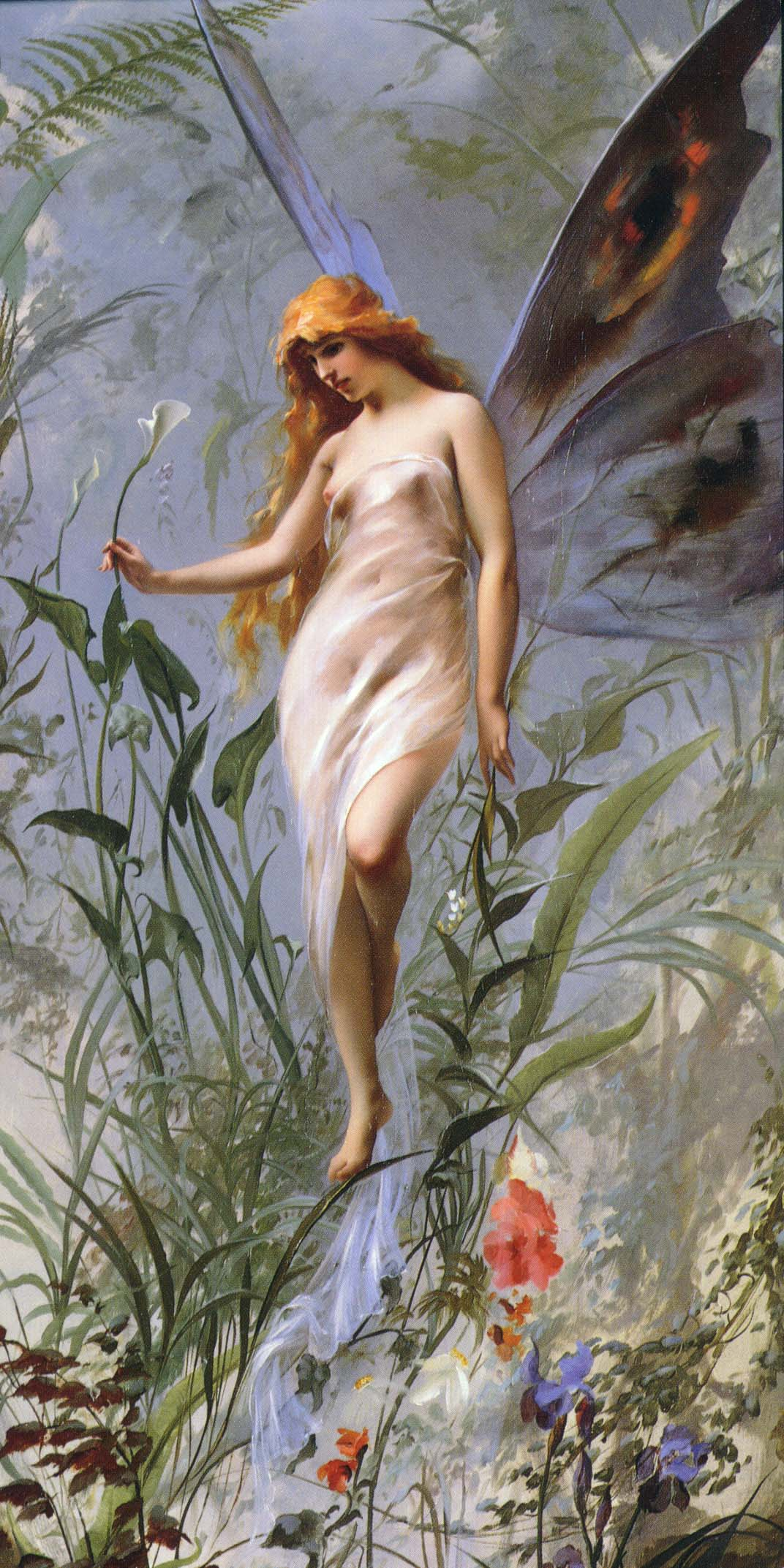
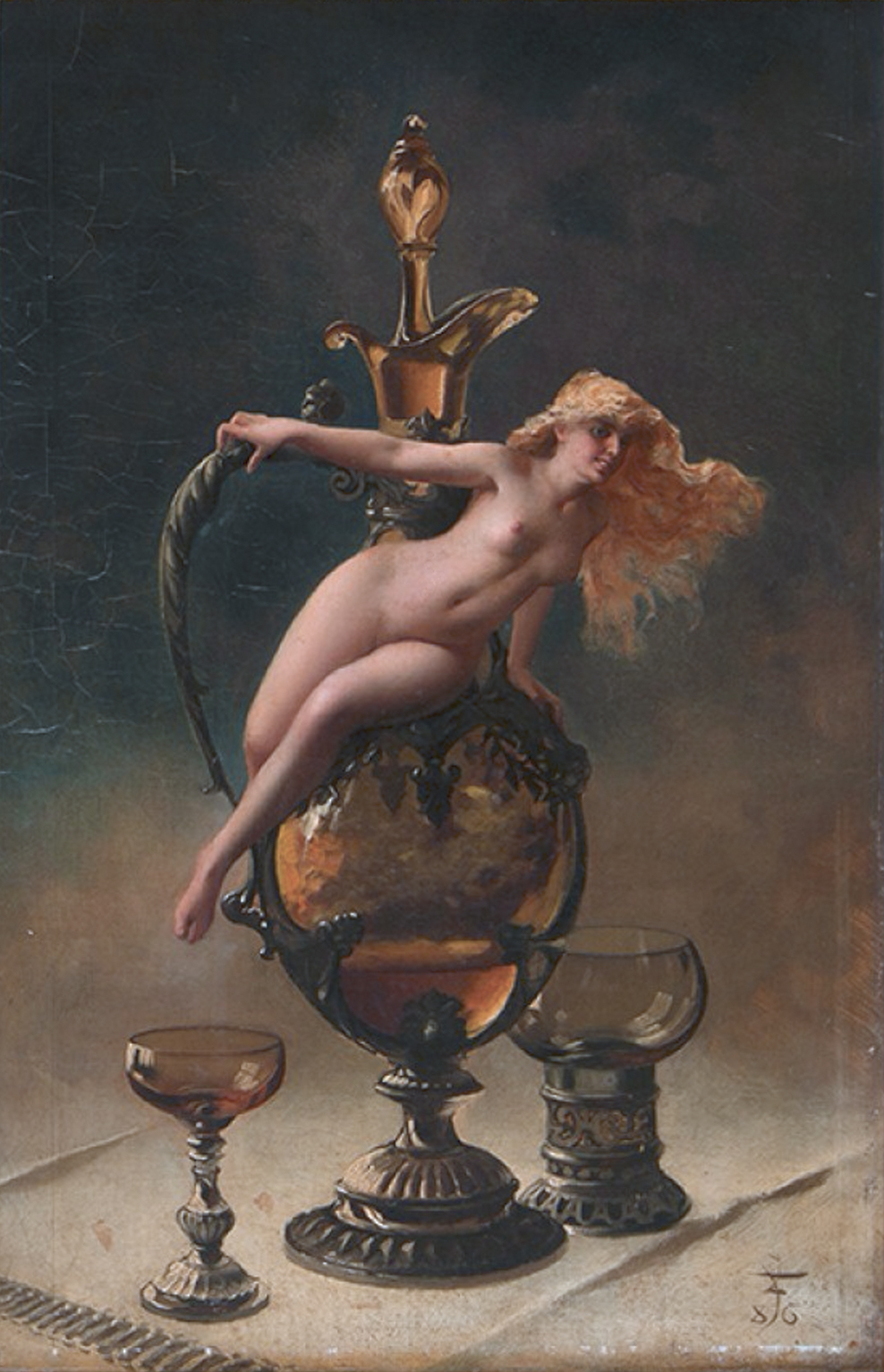
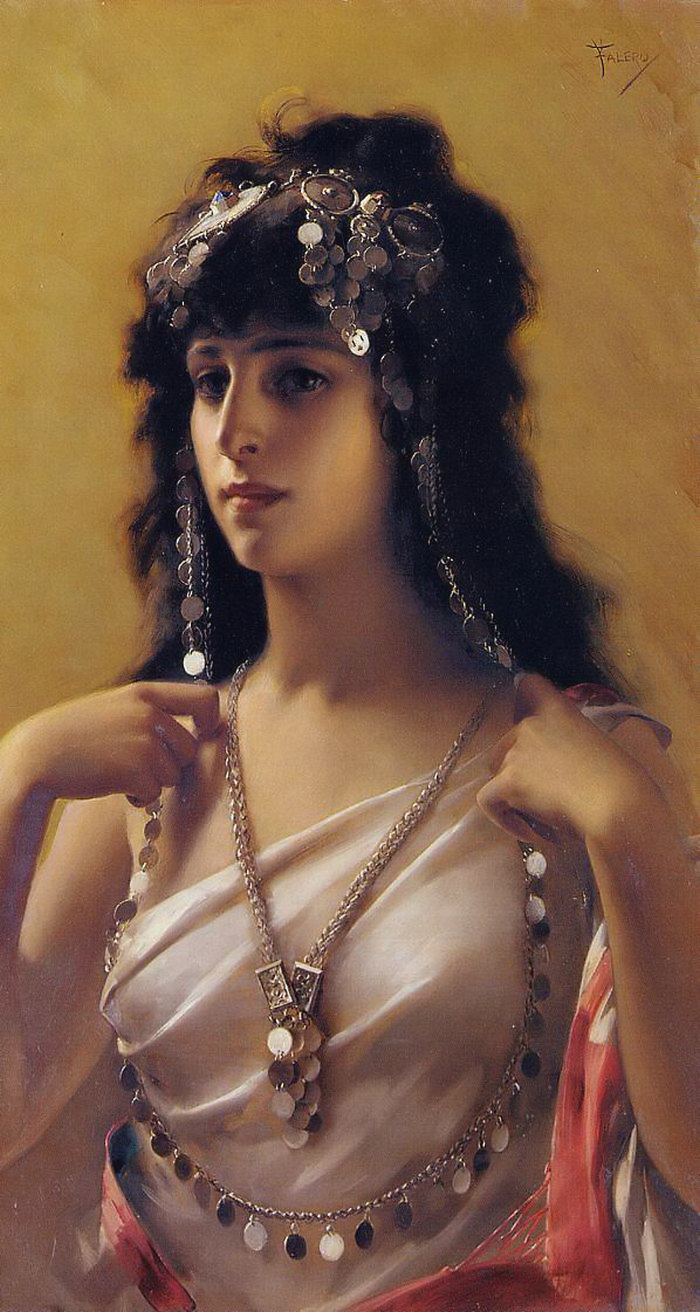
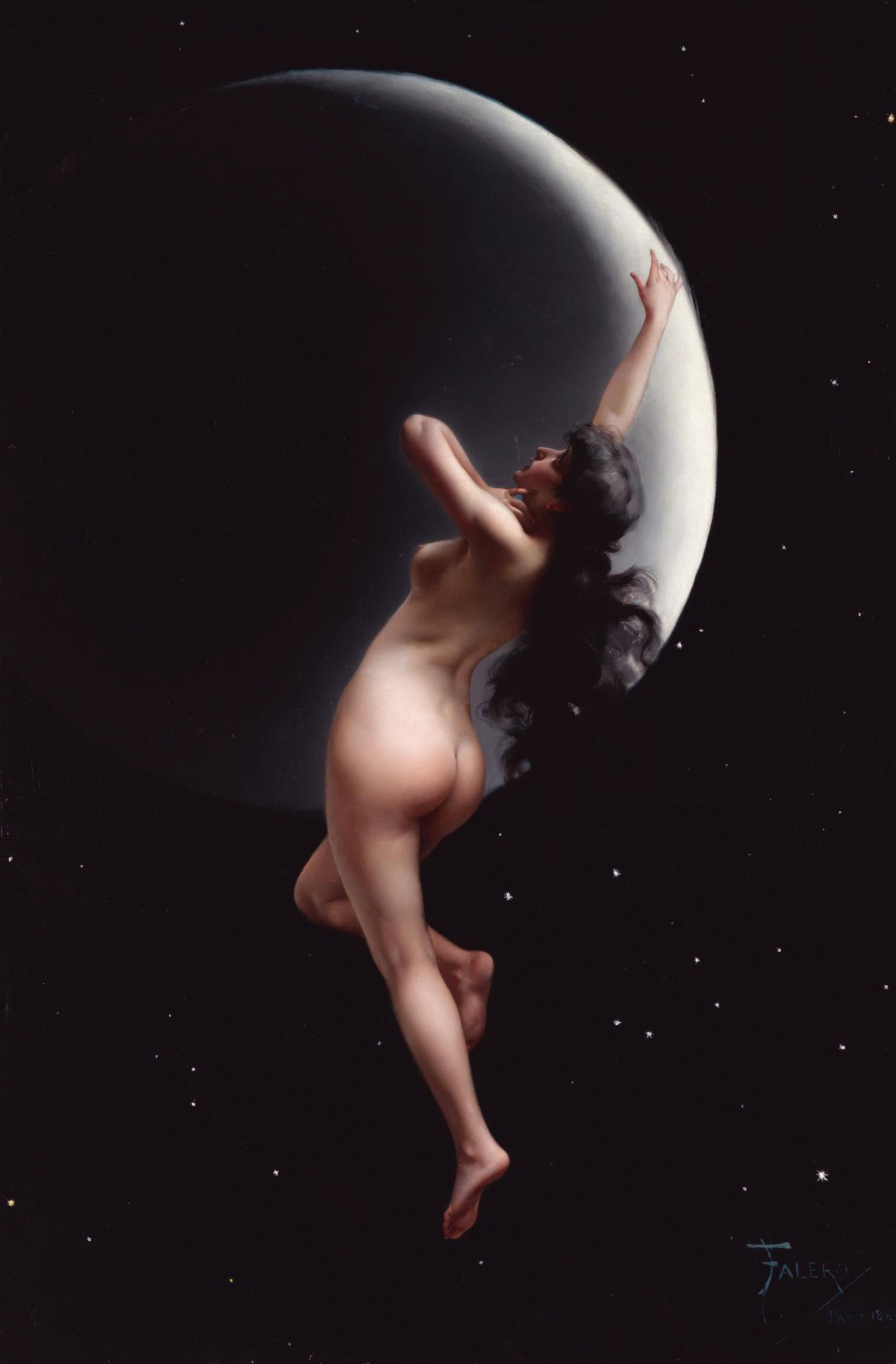
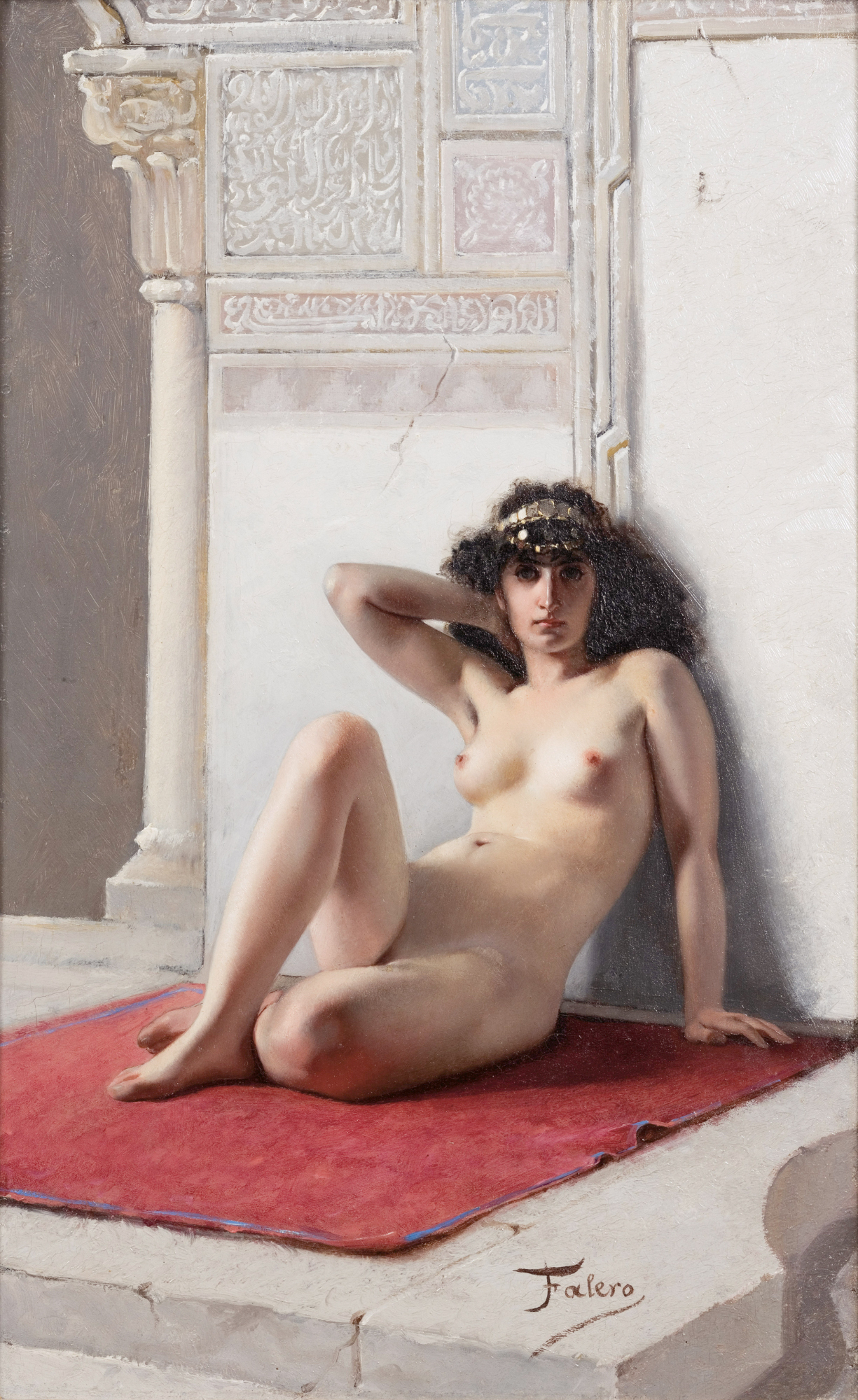
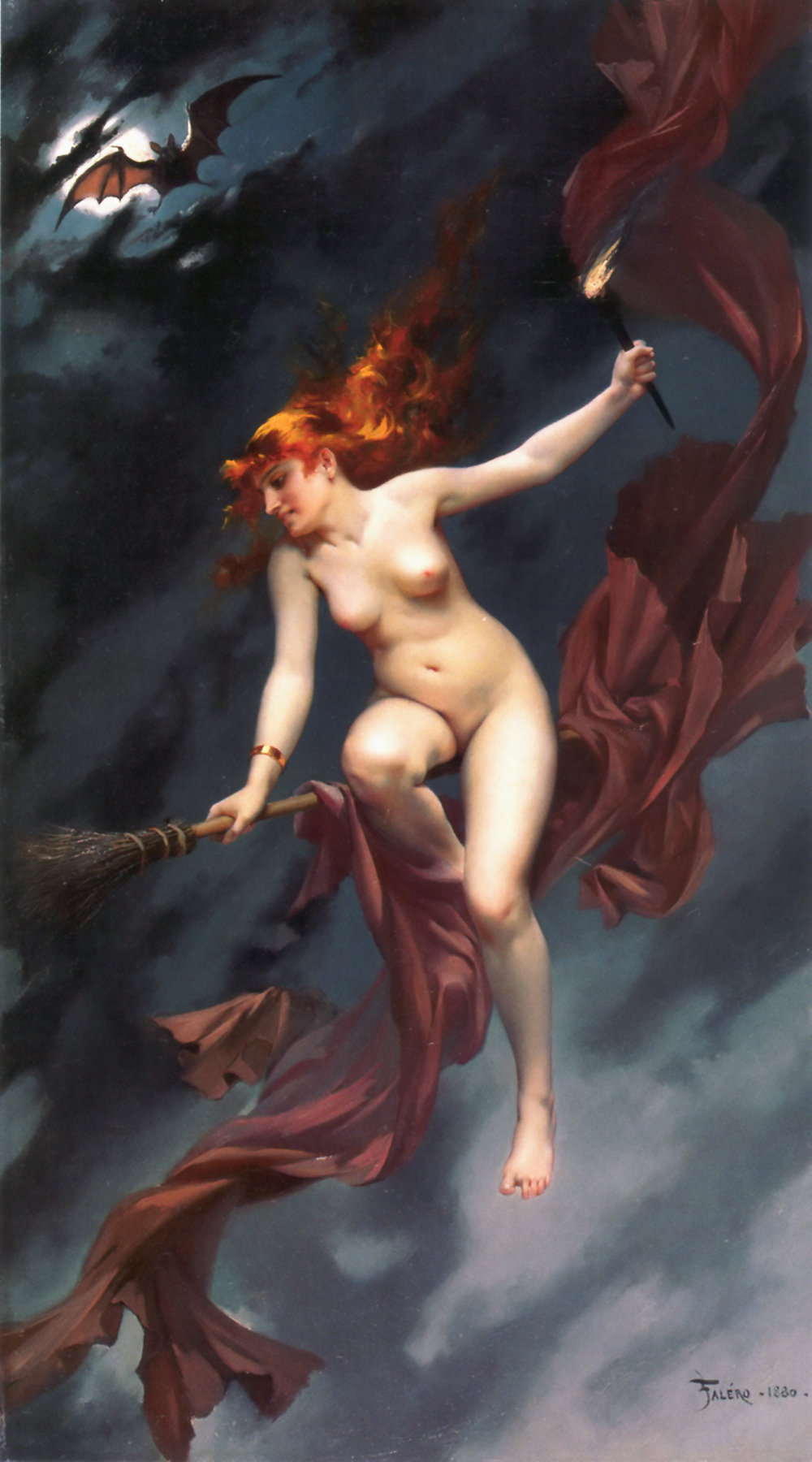
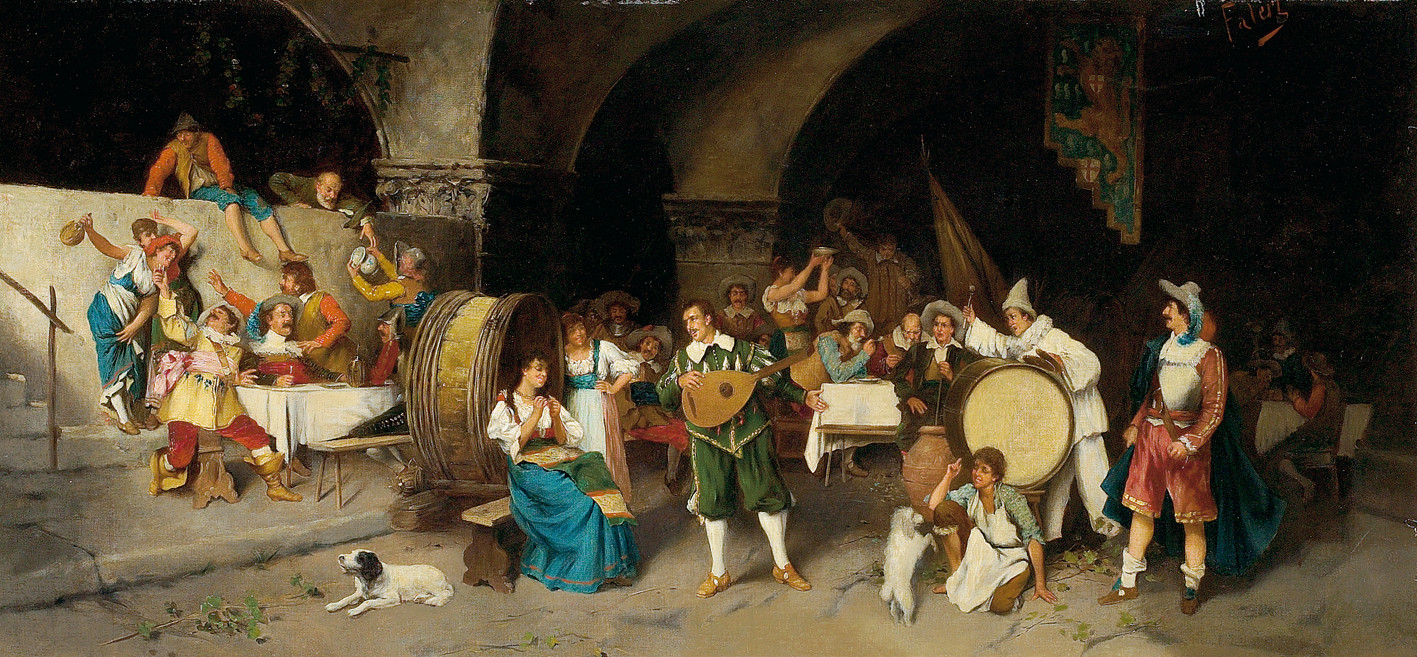
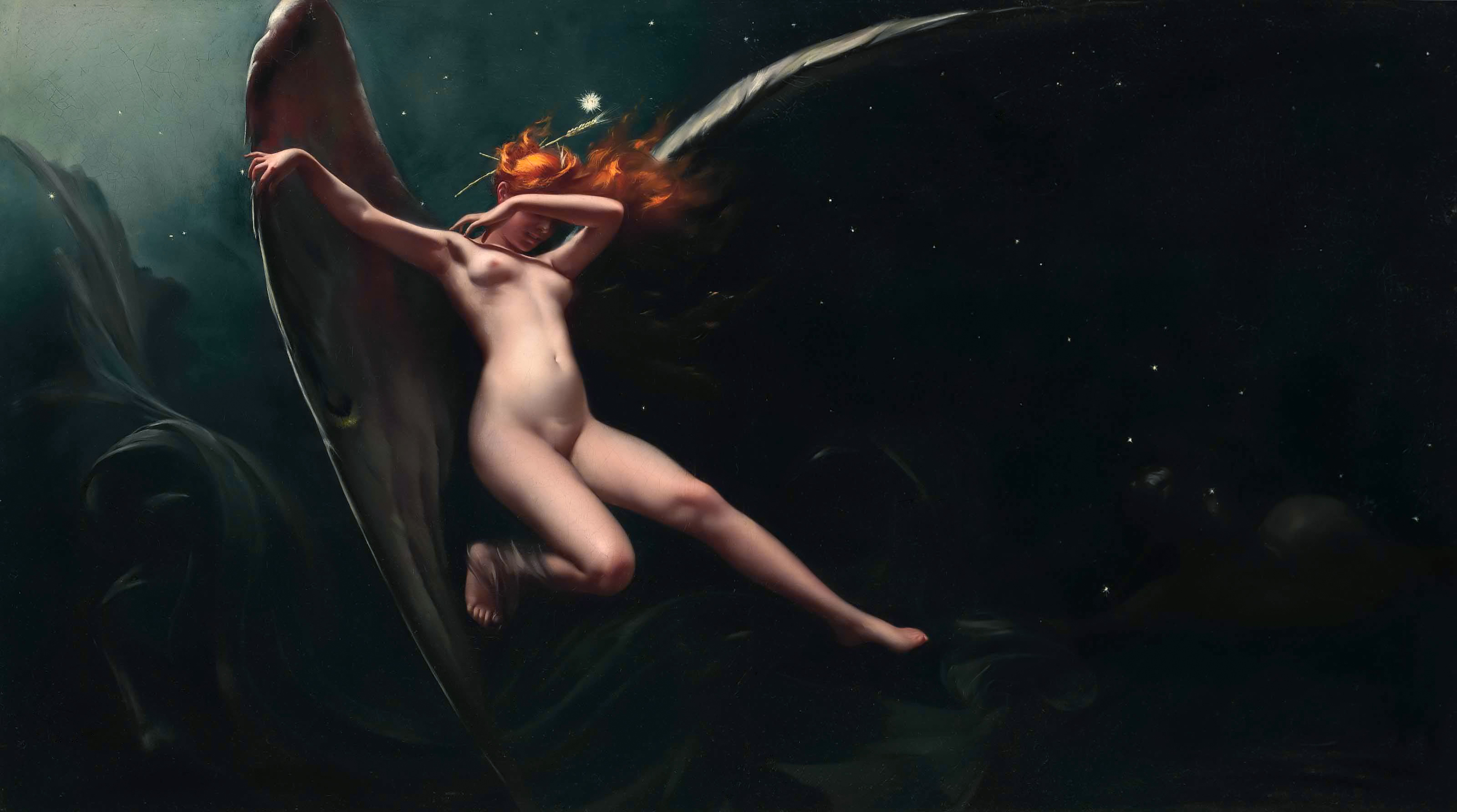
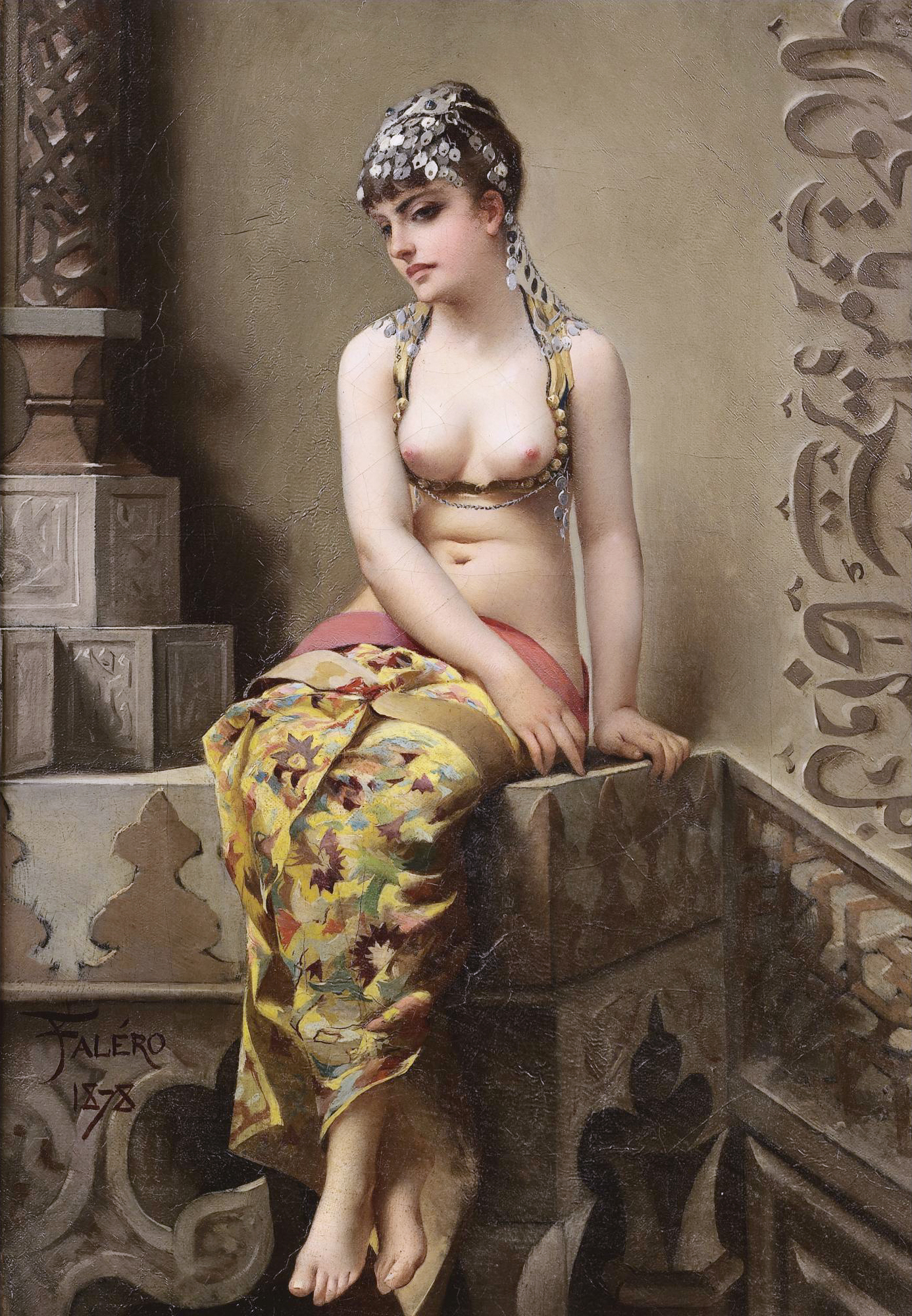
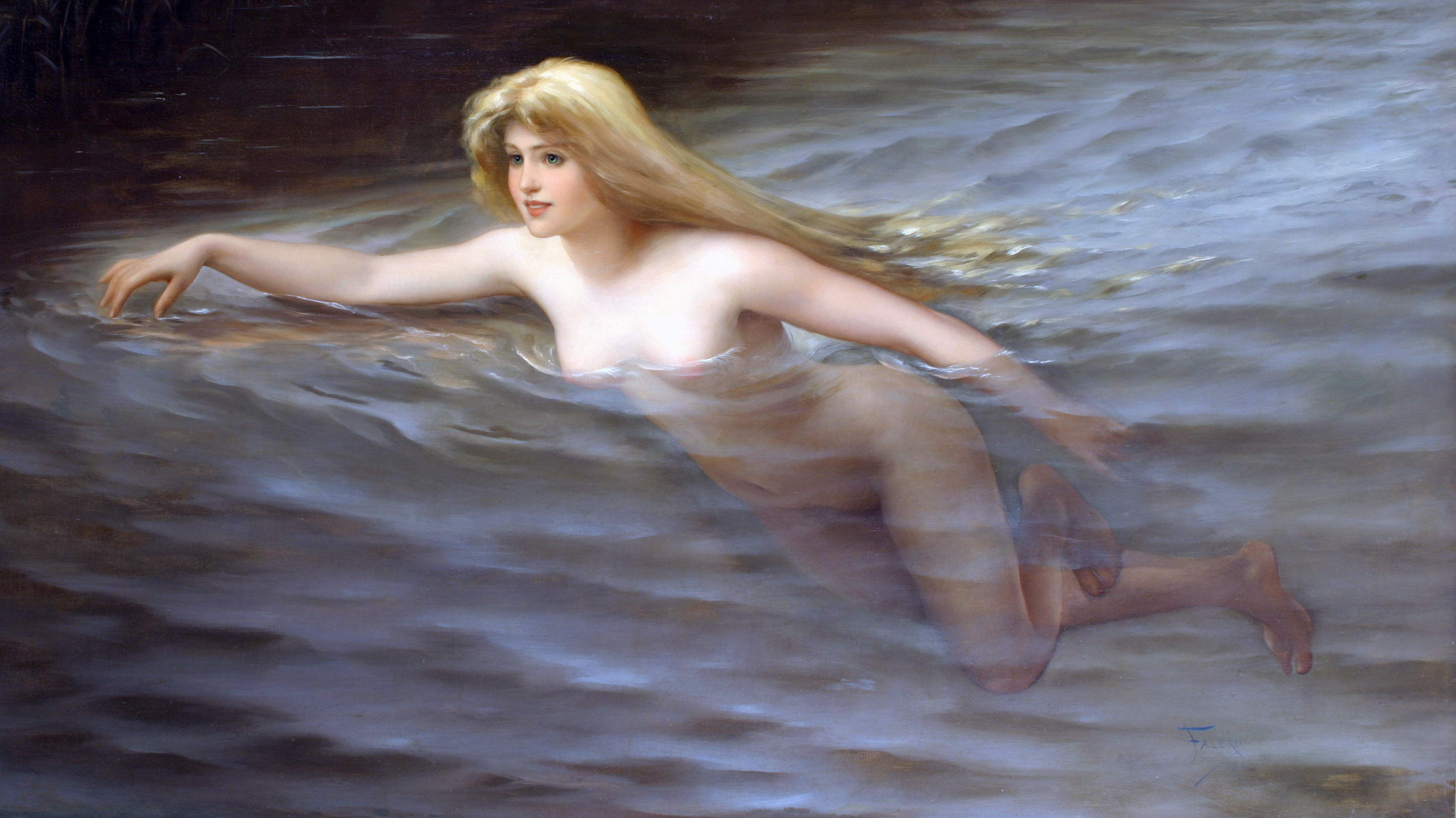
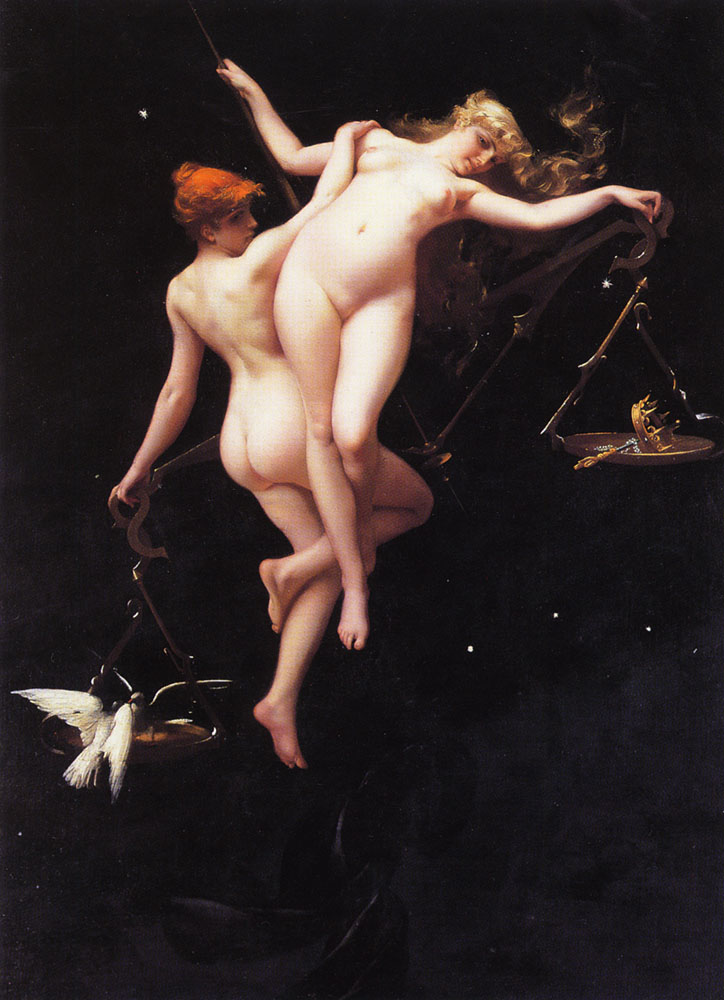